# Gerd Grabher
Gerd Grabher, né le 2 novembre 1953, est un arbitre autrichien de football, international de 1991 à 2000. Il est l'arbitre de France-République tchèque, le 17 août 1994 à Bordeaux, à l'occasion de la première sélection de Zinédine Zidane. 

## Carrière
Il a officié dans une grande compétition majeure : 
- Euro 1996 (1 match)